# Тертка

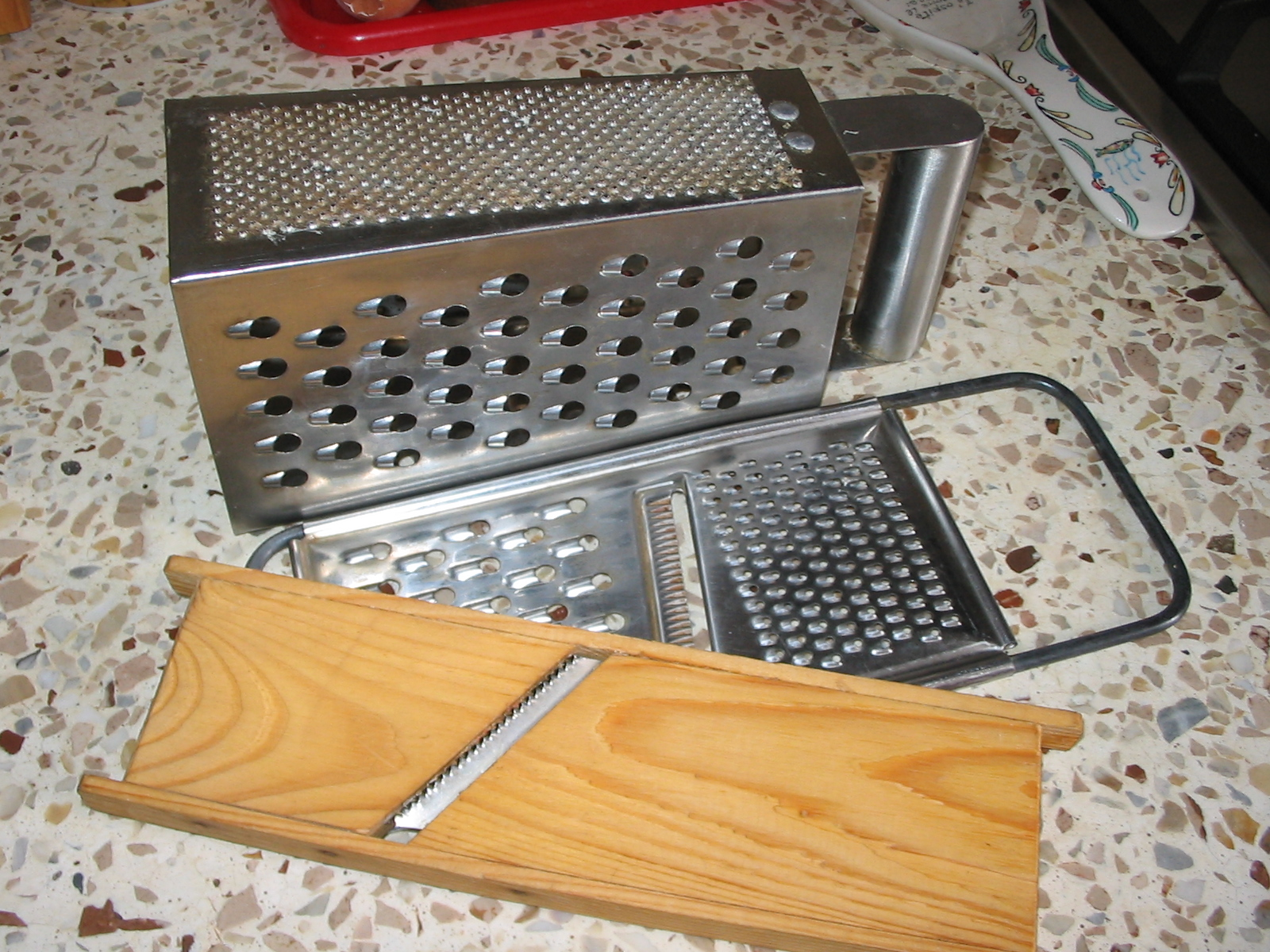
Тертки звичайні

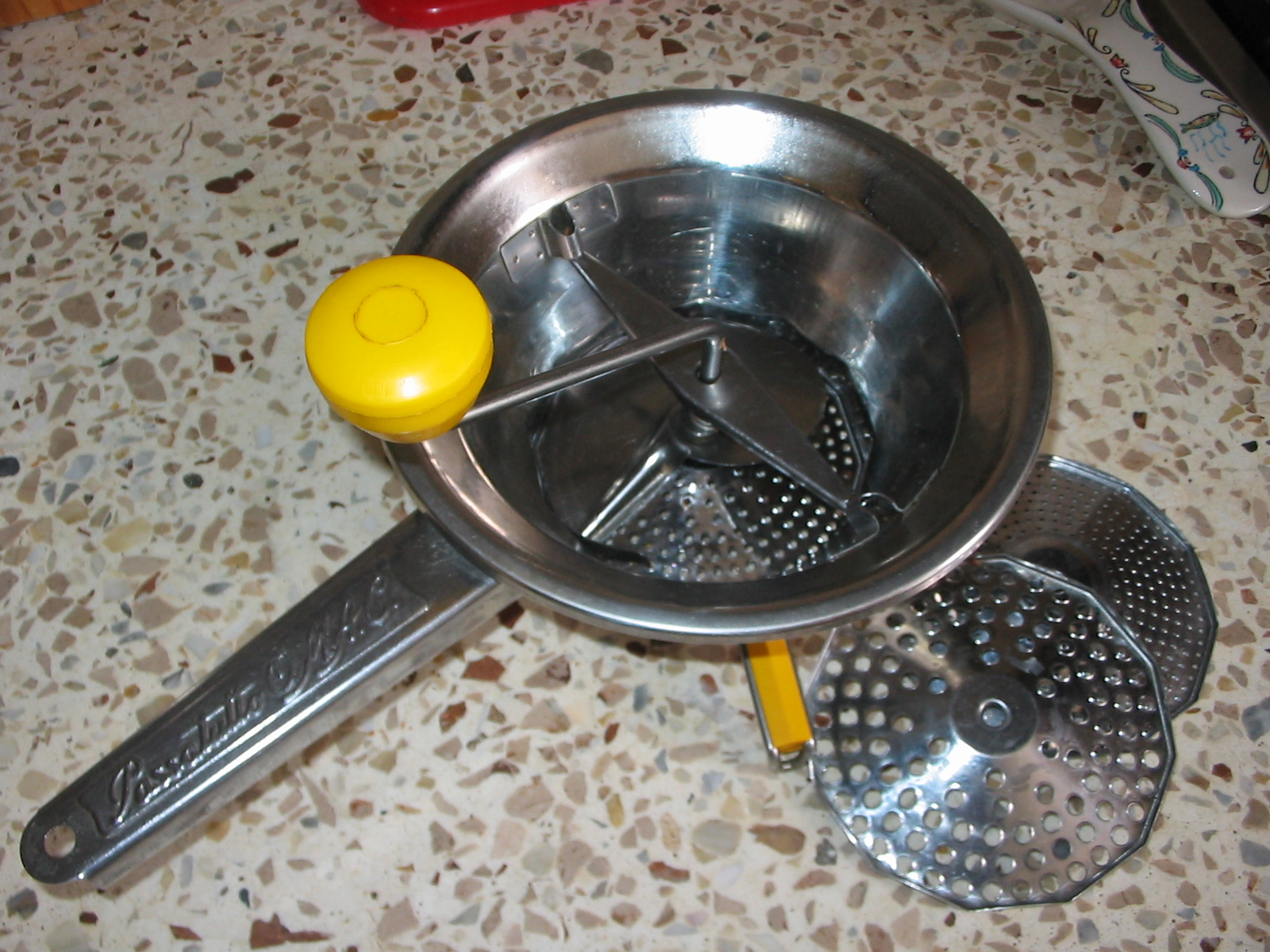
Тертка механічна

Те́ртка, або терту́шка — кухонний пристрій у вигляді металевої пластини з густо пробитими дрібними отворами з гострими краями, об які труть що-небудь.
Також тертки виготовляють з металу, пластмаси чи дерева, до яких кріплять ножі з металу різноманітного профілю для подрібнення чи фігурного нарізання овочів, фруктів або інших харчових продуктів.
В українській кухні тертки широко використовуються для приготування страв з картоплі (деруни), капусти (квашена капуста), столового буряку та хрону.
Крім ручних терток, тертки можуть як насадки входити до складу кухонних комбайнів, ручних блендерів, овочерізок.

## Етимологія
Іменник тертка був утворений від дієслова терти, коли мова йшла про процес подрібнення чогось на невеликі шматочки за допомогою спеціальних пристосувань. Сьогодні існує багато різновидів терток, але це не призвело до заміни даного поняття.

## Інші значення
- Тертка — це також пристрій для обмолочування (тобто вилущування насіння) льону, конюшини тощо.
- Ще одне значення, тертка — це мулярський інструмент у вигляді дощечки з ручкою, який використовують для розгладження тинькування.